# La primera versión (canción)
La Primera Versión es la duodécima canción del quinto álbum de estudio de la banda española La Oreja de Van Gogh, es la canción más larga del disco (09:38), y la segunda más larga en la historia de la banda, superada solo por Desde el Puerto, con duración de 12 minutos con 9 segundo. Esto se debe realmente a que ambas contienen otras canciones ocultas (como también sucede con Mi vida sin ti) en su interior, llamada la de esta última Tic - Tac.
La Primera Versión, al igual que Desde el Puerto y Mi vida sin ti, da paso a un bonus track, en este caso llamado Veinte penas, al término de la misma. Estas canciones ocultas están enlazadas generalmente por algún sonido que las une, en los casos anteriores, el sonido del mar; pero en esta ocasión son 108 pasos, los cuales, a juzgar por los sonidos, suceden en una selva. Después de esos pasos se escucha el sonido de una puerta que se abre y se cierra. Dichos pasos hacen referencia a la serie Lost, la cual es la favorita del grupo, y también sobre la cual basaron una sesión fotográfica.
Al término de esta canción, se puede escuchar una cita del riff principal de Norwegian Wood, de The Beatles.

## Supuesto sencillo
Por un tiempo se rumoreó que La Primera Versión sería el 3° sencillo de A las cinco en el Astoria, pero esto no fue así, pues en su lugar se lanzó Jueves. Esto sucedió ya que en México, una famosa cadena de cines, facilitó un CD promocional en donde se afirmaba que contenía el nuevo sencillo de la banda, y la canción que se podía escuchar era precisamente La Primera Versión. 